# تون علي (ملقا)
بندهارا سري نارا ديراجا تون علي هو رابع بندهارا سلطنة ملقا، يُزعم أنه تآمر لاغتيال سلطان ملقا رجا سري باراميسوارا ديوا شاه. كما ساعد أخا السلطان غير الشقيق رجا قاسم بالانقلاب على أخيه والسيطرة على العرش بعد قيام رجا إبراهيم أو رجا سري باراميسوارا ديوا شاه بترك الدين الإسلامي واعتناق الهندوسية. وأصبح رجا قاسم سلطانًا لملقا وأطلق على نفسه السلطان مظفر شاه. تنحى تون علي عام 1446 بناءً على نصيحة السلطان مظفر لصالح بندهارا بادوكا رجا تون بيراك.:246

## نسله
تون علي هو والد بندهارا سري مهراجا تون مطهر، وحفيدته تون فاطمة هي زوجة السلطان محمود شاه.